# مراقبت در منزل
مراقبت در منزل (به انگلیسی: Home care) به معنای حمایت و مراقبت بهداشتی بیماران در خانه توسط افراد دارای مجوز در این زمینه می‌باشد.
- یکی از دلایل پیشرفت برنامه‌های مراقبت در منزل، ارائه مراقبت به بیماران مبتلا به بیماری‌های مزمن بوده که به خدمات به موقع یک مؤسسه درمانی نیازمند بوده است.

## اهداف مراقبت‌های پرستاری در منازل
1. کاهش هزینه‌های مراقبتی جامعه
2. بهبود کیفیت خدمات پرستاری
3. کاهش دوران نقاهت و توان بخشی
4. عدم توانایی افراد مسن جهت اقامت در بیمارستان و سهولت دسترسی به خدمات در هر ساعت از شبانه روز
5. بدلیل مشغله اطرافیان سالمند
6. کیفیت مراقبت های درمانی از بیماران افزایش پیدا می کند
7. تعداد دفعات و زمان بستری در بیمارانی که مبتلا به بیماری های مزمن هستند، کاهش می یابد.
8. پیشگیری از بستری های غیر ضروری همراه با کاهش خطاهای دارویی
9. کاهش خطر ابتلا به عفونت های بیمارستانی

افزایش راحتی و آسایش بیمار
1. ایمنی برای بیماران و خانواده آنان
2. کاهش هزینه های خدمات بیمارستانی تا 40%
3. بازگشت سریعتر بیمار به زندگی عادی
4. افزایش خدمات به بیماران سالمند و نیازمند به مراقبت طولانی
5. تسریع در ترخیص از بیمارستان و افزایش گردش تخت

## نقش پرستاری
1. آموزش
2. حمایت
3. مدیریت
4. هماهنگی
5. رهبری
6. نگهداری